# Rafael Sabatini
Pour les articles homonymes, voir Sabatini.
Rafael Sabatini, né le 29 avril 1875 à Jesi et mort le 13 février 1950 à Adelboden, est un écrivain italo-britannique de langue anglaise, spécialisé dans le roman d'amour, le récit d'aventures historiques. Il a également publié des nouvelles, dont plusieurs, appartenant au genre policier, se déroulent à des moments clés de l'histoire.

## Biographie
Fils de deux chanteurs d'opéra devenus enseignants, le jeune Rafael fait ses études au Portugal, puis en Suisse, avant que sa famille n’émigre en Angleterre, où il vivra avec son grand-père, alors qu'il est âgé de 17 ans. De ce fait, dès son jeune âge, celui-ci a été exposé à de nombreuses langues. À son retour en Angleterre pour y vivre de façon permanente, il possédait cinq langues, avant d’ajouter rapidement l’anglais à son répertoire. Il a consciemment choisi d’écrire dans sa langue d’adoption parce que, selon lui, « toutes les meilleures histoires sont écrites en anglais ». Employé de commerce pendant quelques années, il travaille à partir de 1901 au sein de la rédaction d'un journal de Liverpool. Pendant la Première Guerre mondiale, il a travaillé à la Direction du renseignement militaire du Bureau de la Guerre. Il est naturalisé citoyen britannique en 1918.
La carrière littéraire de cet écrivain prolifique s'amorce à la fin des années 1890 par la publication de nouvelles, un genre qu'il ne délaissera jamais. Son premier roman, un récit sentimental intitulé The Lovers of Yvonne, paraît en 1902. Il donne ensuite une trentaine de romans. À partir des années 1920, il rencontre de grands succès grâce à « plusieurs récits d'aventures historiques, dont certains seront adaptés au cinéma, notamment Le Faucon des mers (The Sea Hawk, 1915), Scaramouche (1921), Le Capitaine Blood (Captain Blood, 1922) et Le Cygne noir (The Black Swann, 1932) ; ces ouvrages font de Sabatini l'un des meilleurs auteurs de cape et d'épée du XXe siècle. »

À sa mort sa femme a fait inscrire sur sa tombe la phrase d’ouverture de son roman Scaramouche  : 
« He was born with the gift of laughter and the sense that the world was mad »
« Il était né avec le don du rire et le sentiment que le monde était fou. »

## Œuvre

### Romans

#### SérieScaramouche
- Scaramouche (1921) Publié en français sous le titre Scaramouche, traduit par Jean Muray, Paris, Colbert, 1953 ; réédition, Paris, Hachette, coll. « Idéal-bibliothèque », 1955 ; réédition, Nantes, L'Atalante, coll. « Bibliothèque de l'évasion », 1989 ; réédition, Paris, Phébus coll. « D'ailleurs », 2008  (ISBN 978-2-7529-0185-9) ; réédition, Paris, Phébus, coll. « Libretto », no 534, 2016  (ISBN 978-2-36914-287-4)
- Scaramouche the King-Maker (1931)

#### SérieCapitaine John Blood
- Captain Blood (1922), aussi paru sous le titre Captain Blood: His Odyssey Publié en français sous le titre Le Capitaine Blood, traduit par Edmond Michel-Tyl, Paris, Gallimard, coll. « héroïque » no 1, 1936 ; réédition, Paris, Hachette, coll. « Bibliothèque verte », 1954 ; réédition, Paris, Gallimard, coll. « Bibliothèque blanche », 1968 ; réédition, Paris, Phébus, coll. « D'aujourd'hui. Étranger », 1994  (ISBN 978-2-85940-324-9)

#### Autres romans
- The Lovers of Yvonne (1902), aussi paru sous le titre The Suitors of Yvonne
- The Tavern Knight (1904)
- Bardelys the Magnificent (1906) Publié en français sous le titre Bardelys le Magnifique, traduit par F. Laroche, Paris, Plon, 1927
- The Trampling of the Lilies (1906)
- Love-At-Arms: Being a narrative excerpted from the chronicles of Urbino during the dominion of the High and Mighty Messer Guidobaldo da Montefeltro (1907)
- The Shame of Motley (1908)
- St. Martin's Summer (1909), aussi paru sous le titre The Queen's Messenger
- Mistress Wilding (1910), aussi paru sous le titre Anthony Wilding
- The Lion's Skin (1911)
- The Strolling Saint (1913)
- The Gates of Doom (1914)
- The Sea Hawk (1915) Publié en français sous le titre Le Faucon des mers, traduit et adapté par Edmond Michel-Tyl, Paris, Librairie des Champs-Élysées, coll. « Masque- Émeraude » no 21, 1939 ; réédition dans une nouvelle traduction par Éric Chédaille, Paris, Phébus, coll. « D'aujourd'hui. Étranger », 1997  (ISBN 978-2-85940-476-5) ; réédition, Paris, Phébus, coll. « Libretto » no 352, 2011  (ISBN 978-2-7529-0589-5)
- The Snare (1917)
- Fortune's Fool (1923)
- The Carolinian (1924)
- Bellarion the Fortunate (1926)
- The Nuptials of Corbal (1927)
- The Hounds of God (1928)
- The Romantic Prince (1929)
- The Reaping (1929)
- The King's Minion (1930), aussi paru sous le titre The Minion
- The Black Swann (1932) Publié en français sous le titre Le Cygne noir, traduit et adapté par Edmond Michel-Tyl, Paris, Librairie des Champs-Élysées, coll. « Masque- Émeraude » no 6, 1938 ; réédition dans une nouvelle traduction par Pierre Dutray et Marie Canavaggia sous le titre Le Boucanier des mers, Paris, Gallimard, 1940 ; réédition de la dernière traduction sous le titre Pavillon noir, Paris, Phébus, coll. « D'aujourd'hui. Étranger », 1994  (ISBN 978-2-85940-348-5)
- The Stalking Horse (1933)
- Venetian Masque (1934)
- Chivalry (1935)
- The Lost King (1937)
- The Sword of Islam (1939)
- The Marquis of Carabas (1940), aussi paru sous le titre Master-At-Arms
- Columbus (1941)
- King in Prussia (1944), aussi paru sous le titre The Birth of Mischief
- The Gamester (1949)

### Recueils de nouvelles

#### SérieCapitaine John Blood
- Tales of the Brethren of the Main (1920–1921)
- Captain Blood Returns (1931), aussi paru sous le titre The Chronicles of Captain Blood
- The Fortunes of Captain Blood (1936)

#### Autres recueils de nouvelles
- The Justice of the Duke (1912)
- The Banner of the Bull (1915)
- Turbulent Tales (1946)

### Nouvelles

#### SérieCapitaine John Blood
- The Pretender (1911)
- Rebels Convict (1921)
- Don Diego Valdez (1921)
- The Prize (1921)
- Maracaybo (1921)
- Blood Money (1921)
- Santa Maria (1921)
- Lord Julian’s Mission (1921)
- Captain Blood’s Dilemma (1921)
- The Blank Shot (1930)
- Treasure Ship (1930)
- The King’s Messenger (1930)
- Gallows Key (1930)
- The Love Story of Jeremy Pitt (1930)
- Expiation of Madame de Coulevain (1930)
- The Gratitude of M. de Coulevain (1930)
- Out of the Dragon’s Jaw (1936)
- The Bogus Buccaneer (1936)
- The Lady and the Pirate (1936)
- The Deliverance (1936)

#### SérieAndreas von Felsheim
- The Outlaw of Falkensteig (1900)
- D’Aubeville’s Enterprise (1900)
- The Hostage (1901)
- The Nuptials of Lindenstein (1901)
- The Outlaw and the Lady (1901)
- The Jealousy of Delventhal (1902)
- The Shriving of Felsheim (1902)

#### SérieLal Faversham
- The Loaded Dice (1901)
- Of What Befel at Bailienochy (1901)
- After Worcester Field (1902)
- The Chancellor’s Daughter (1902)
- Carolus and Caroline (1902)
- In the Eleventh Hour (1902)

#### Autres nouvelles
- The Vicomte’s Wager (1899)
- The Curate and the Actress (1899)
- Sword and Mitre (1899)
- The Coward (1900)
- The Malediction (1900)
- The Red Owl (1900)
- The Evidence of the Sword (1900)
- The Marquis’ Coach (1901)
- The Lottery Ticket (1901)
- The Republic’s Seal (1901)
- The Duellist’s Wife (1903)
- The Ducal Rival (1903)
- Madamoiselle de Castelroc (1904)
- The Sacrifice (1904)
- The Locket (1904)
- Judge Foscaro’s Crime (1904)
- The Metamorphosis of Colin (1904)
- Annabel’s Wager (1905)
- The Spiritualist (1905)
- His Last Chance (1905)
- The Spurs of Jealousy (1906)
- The Fortunes of War (1907)
- The Risen Dead (1907)
- The Abduction (1908)
- The Avenger (1909)
- Monsieur Delamort (1909)
- Grismondi’s Wage (1909)
- Fugitives (1909)
- The Blackmailer (1911)
- The Word of Borgia (1913)
- The Tapestried Room (1913)
- The Heresy of Don Ramon (1914)
- In the Shadow of the Guillotine (1914)
- The Sword of Islam (1914)
- Casanova's Alibi (1914) Publié en français sous le titre L'Alibi de Casanova, Paris, Opta, Mystère magazine no 102, 1956
- The Pastory Cook of Madrigal (1917) Publié en français sous le titre Le Pâtissier de Madrigal, Paris, Fayard, Le Saint détective magazine no 124, 1965
- The Night of Stranglers (1917) Publié en français sous le titre La Nuit des étrangleurs, Paris, Fayard, Le Saint détective magazine no 62, 1960
- The Night of Witchcraft (1917)
- The Poachers (1919)
- The Scapulary (1919) Publié en français sous le titre Le Scapulaire, Paris, Opta, Mystère magazine no 98, 1956
- The Barren Wooing (1919)
- Sir Judas (1920)
- While the Clock Ticked (1920)
- The Governor’s Daughter (1920)
- Brethren of the Main (1921)
- In Sheep’s Clothing (1921)
- The Spook of Tronjolly (1921)
- In Destiny’s Clutch (1921)
- The Lord of Time (1921) Publié en français sous le titre Le Maître du temps, Paris, Opta, Mystère magazine no 110, 1957
- The Prince (1934)
- The Philtre (1934)
- The Open Door (1935) Publié en français sous le titre La Porte ouverte, Paris, Opta, Mystère magazine no 114, 1957
- The Alchemical Egg (1939), aussi titré The Golden Egg Publié en français sous le titre L'Œuf alchimique, Paris, Opta, Mystère magazine no 106, 1956

### Études historiques
- The Life of Cesar Borgia (1912) Publié en français sous le titre La Vie de César Borgia, Paris, Payot, coll. « Bibliothèque historique », 1937
- Torquemada and the Spanish Inquisition (1912) Publié en français sous le titre Torquemada et l'Inquisition, Paris, Payot, coll. « Bibliothèque historique », 1937
- The Historical Nights' Entertainment (1917)
- The Historical Nights' Entertainment – Series 2 (1919)
- The Historical Nights' Entertainment – Series 3 (1938)
- Heroic Lives (1934)

### Théâtre
- The Tyrant: An Episode in the Career of Cesare Borgia (1925), pièce en 4 actes

## Adaptations cinématographiques
- 1923 : Scaramouche, film muet américain réalisé par Rex Ingram.
- 1924 : Captain Blood, film muet américain réalisé par David Smith (film en partie perdu).
- 1924 : L'Aigle des mers (The Sea Hawk), film muet américain réalisé par Frank Lloyd, adaptation du roman Le Faucon des mers.
- 1935 : Capitaine Blood (Captain Blood), film américain réalisé par Michael Curtiz, avec Errol Flynn.
- 1940 : L'Aigle des mers (The Sea Hawk), film américain réalisé par Michael Curtiz, avec Errol Flynn, adaptation du roman Le Faucon des mers.
- 1942 : Le Cygne noir (The Black Swan), film américain réalisé par Henry King, avec Tyrone Power et Maureen O'Hara, adaptation du roman Le Cygne noir.
- 1952 : Scaramouche, film américain réalisé par George Sidney, avec Stewart Granger.
- 1963 : Scaramouche, film franco-espagnol réalisé par Antonio Isasi-Isasmendi.

## Apparat savant